# Olof af Geijerstam
Olof af Geijerstam, född 31 januari 1800 på Alkvetterns herrgård, död 20 oktober 1863 i Falun, var en svensk ämbetsman. Han var son till brukspatron Johan Henrik af Geijerstam.

## Biografi
Olof af Geijerstam blev student vid Uppsala universitet 1816 och promoverades 1824 till filosofie magister. Han avlade 1825 examen till rättegångsverken och blev samma år auskultant i Svea hovrätt och extra ordinarie kanslist i justitierevisionen samt vice häradshövding. 1832 blev af Geijerstam landssekreterare i Gävleborgs län. Han blev 1848 riddare av Vasaorden och 1854 riddare av Nordstjärneorden och 1857 kommendör av Nordstjärneorden. 1857–1863 var han landshövding i Kopparbergs län. Olof af Geijerstam var 1858–1859 ordförande i kommittén för uppgörande av förslag angående skjutsningsbesvärets ordnande. Olof af Geijerstam var av släkten af Geijerstam.